# ویلیام جدنی
ویلیام جدنی (انگلیسی: William Gedney; ۲۹ اکتبر ۱۹۳۲ – ۲۳ ژوئن ۱۹۸۹) عکاس اهل ایالات متحده آمریکا است.
وی همچنین برندهٔ جوایزی همچون کمک‌هزینه گوگنهایم و برنامه فولبرایت شده‌است.